# Nahuel Moreno
Nahuel Moreno (Hugo Bressano Capacete Alberdi, Buenos Aires, 24 d'abril de 1924 - 1987) fou un dirigent trotskista argentí.
Estudià a Buenos Aires on, impactat pels atacs antisemites, intervingué activament en la lluita antiracista. Vinculat a l'Asociación Cultural Nicolás Vergara i a Teatro del Pueblo, contactà amb els grups trotskistes de la ciutat. Ingressà en el grup de Quebracho, que en la línia trotskista considerava l'alliberament nacional com la primera tasca revolucionària a l'Amèrica Llatina. Fou aleshores que prengué el nom de Nahuel (jaguar en mapudungun) Moreno (pel color fosc de pell). El 1944, però, trencà amb Quebracho, i fundà el Grupo Obrero Marxista (GOM), que es proposava d'abandonar l'ambient «festiu» del trotskisme argentí per vincular-se al moviment obrer. Més tard, s'integrà en el Partido Obrero Revolucionario (POR).
El 1948 fou delegat del POR al Segon Congrés de la Quarta International. Defensà la posició de Hansen, Michel Pablo i Ernst Mandel, del caràcter d'estats obrers, per bé que burocràticament deformats, de les «democràcies populars» de l'Europa oriental, i que per tant calia considerar-los com una conquesta de les masses, i defensar-los contra qualsevol agressió imperialista. A partir de la perspectiva de la imminència de la tercera guerra mundial, Pablo i Mandel defensaren que això provocaria un viratge centrista dels partits estalinistes i que, per afavorir aquest procés, calia fer-hi «entrisme». Moreno considerà això una capitulació davant l'estalinisme, que no hi hauria cap viratge revolucionari ni centrista dels partits estalinistes i que la perspectiva de la guerra imminent no era correcta, i que en tot cas l'entrisme havia d'ésser de combat contra les direccions contrarevolucionàries.
La topada d'aquestes dues visions tingué lloc a Bolívia, el 1952, després de la victòria de les milícies de la Central Obrera Boliviana (COB) sobre l'exèrcit: Moreno defensà que el POR de Bolívia agitàs la consigna de «Tot el poder per a la COB!», però Pablo i Mandel defensaren que la COB i el POR feren costat al nou govern de Víctor Paz Estenssoro, per afavorir la tasca de l'alliberament nacional. Un altre eix d'enfrontament entre Moreno i el Secretariat de Pablo i Mandel fou la forma d'imposar les decisions del Secretariat a les seccions nacionals. El conflicte es traslladà al POR de l'Argentina, que es trencà en dues organitzacions: la pablista, dirigida per Juan Posadas, i la dirigida per Nahuel Moreno. El Secretariat reconegué el POR posadista com a secció oficial, i la morenista, com a secció simpatitzant, tot i el fet que aquesta segona tingués una incidència molt més gran en el moviment sindical argentí.
El 1953 fou expulsada de la Quarta Internacional la majoria de la secció francesa, que s'oposava a l'«entrisme» pablista, i hi hagué atacs a les seus de la majoria. Davant això, Moreno decidí de trencar definitivament amb el Secretariat de Pablo i Mandel. Després de la crisi del 1953, es formà el Comitè Internacional que aplegà bona part de les forces «ortodoxes», oposades a Pablo, al voltant del SWP nord-americà. Moreno defensà que al voltant del Comitè Internacional es formés un partit mundial sota el principis del centralisme democràtic, ja que aquesta era l'única forma de combatre el secretariat pablista. L'SWP, això no obstant, aconseguí que la nova organització fos una federació de partits. Dins el Comitè Internacional, Moreno participà en l'organització del Comitè Llatino-Americà, que donaria lloc al Secretariat Llatino-Americà del Trotskisme Ortodox (SLATO) i a la revista Estrategia. A la pràctica l'SLATO es convertí en una direcció centralitzada per les seccions argentina, xilena, boliviana i peruana del Comitè Internacional. Més tard participà en la reunificació de la Quarta Internacional.
A Argentina, aquesta tasca donà lloc a la fundació del Partido Revolucionario de los Trabajadores (PRT), que després creixeria amb la incorporació del grup La Verdad, fins a la creació del Partido Socialista de los Trabajadores (PST). Amb tot, de nou trencà amb la majoria mandelista de la Internacional. El triomf del cop d'estat de Rafael Videla del 1976 el forçà a l'exili. Establert a Colòmbia, hi fundà el Partido Socialista de los Trabajadores (PST-Colòmbia), alhora que es dedicava al partit argentí i al desenvolupament de seccions nacionals americanes i europees. El 1982, tornà a l'Argentina, i fundà el Movimiento al Socialismo (MAS). El 1985 fundà la Lliga Internacional dels Treballadors-Quarta Internacional (LIT-QI), amb l'objectiu de construir el Partit Mundial de la Revolució Socialista amb influència de masses.

## Obres
- Escritos sobre la Revolución política (Tesis de Leeds) (1958)
- Dos métodos frente a la revolución latinoamericana (1964)
- Lógica (1973)
- El partido y la revolución: Teoría, programa y política. Polémica con Ernest Mandel (1973)
- Actualización del programa de transición (1980)
- Problemas de Organización (1984)
- Escuela de Cuadros Argentina (1984)